# Chauncey Collins
Chauncey Collins (Oklahoma City, 17 de enero de 1995) es un baloncestista estadounidense que pertenece a la plantilla del BC Mažeikiai de la LKL lituana. Con 1,85 metros de estatura, juega en la posición de base.

## Trayectoria deportiva
Jugó durante dos temporadas con TCU Horned Frogs desde 2014 hasta 2016, año en el que firmaría por los Windy City Bulls equipo de la NBA Development League, afiliado a los Chicago Bulls de la NBA, en el que jugaríad durante la temporada 2016-17.
En verano de 2017, da el salto a Europa, en concreto a Eslovenia con el que firmó un contrato en el Hopsi Polzela, con el que jugaría 11 partidos de la 1. A slovenska košarkarska liga, en los que promedió 11,3 puntos.
A mitad de temporada 2017-18, en enero de 2018 firmó por el Legia Varsovia de la TBL, con el que disputó 13 partidos con un promedio de 12.85 puntos por encuentro.
En la temporada 2018-19 juega en las filas del BC Nevėžis, con el que disputó 20 encuentros de la LKL en los que promedió 14,70 puntos. 
Durante la temporada 2019-20 disputaría 20 partidos en las filas del KK Alytaus Dzūkija lituano, con el que promedia 16 puntos por encuentro.
En la temporada 2020-21, firmaría por el Cholet Basket de la Ligue Nationale de Basket-ball, la primera categoría del baloncesto francés.